# Винная лавка
Винная лавка — питейное заведение в Российской империи. В винных лавках позволялась продажа навынос напитков российского производства: водочных изделий (дистиллятов), хлебного вина, пива, портера, меда, а также русских виноградных вин.

## Виды лавок и интерьер
Закон четко регулировал устройство винных лавок. Они должны были состоять из одной комнаты, иметь двери и окна. Внутреннее сообщение с другими комнатами и с комнатой владельца категорически запрещалось. Запрещалось размещение любой мебели, кроме стойки и полок.
Существовало три разряда винных лавок. 1 разряд — продающие более 3000 ведер вина в год, 2 разряд — от 1500 до 3000, 3 разряд— менее 1500.

## Особенности торговли
Закон от 1885 года разрешал продажу алкогольных напитков в посуде, запечатанной на складе, заводе или винной лавке. Минимальный объем бутылки составлял 1/40 ведра (307,4 миллилитра). В 1886 году закон был изменен, и минимальный объем продаваемых питей составил 1/100 ведра. Продажа объемом более 3 ведер запрещалась. Хранение и продажа в открытой посуде категорически запрещалась. За продажу и хранение вина и спирта в неопечатанной посуде полагались крупные штрафы, 50 рублей за первое нарушение и 100 за второе.
В винных лавках продавали обычное вино (ректификат с 40-процентным содержание алкоголя), столовое вино (ректификат двойной очистки), спирт 95 градусов. 
Режим работы зависел от размера населенного пункта. В крупных городах, включая столицы, лавки работали с 7 до 22 часов. В сельской местности осенью и  зимой винные лавки были открыты с 7 до 18 часов, летом и весной до 20 часов.  

## Налогообложение
С 1886 по 1894 годы владельцы винных лавок предоставляли залог в 100 рублей от каждой лавки, в обеспечение законного ведения торговли. В 1893 году Государственный совет отменил эти нормы.